# РЕП Type F 1912
РЕП Type F 1912 је француски борбени једномоторни, једнокрилни, двоседи, извиђачки авион коришћен у оружаним сукобима уочи и током Првог светског рата.

## Пројектовање и развој
Пројектант авиона је био Robert Esnault-Pelterie (1881-1957). Пројектовање моноплана у РЕП-у је почело крајем 1906 и почетком 1907. године. Концепција авиона је била слична као и код авиона Блерио, једнокрилни авион са једним мотором и вучном елисом а управљање деформацијом крила.

## Опис
Труп авиона је био направљен као конструкција од челичних цеви пресвучена импрегнираним платном. Попречни пресек трупа је био троугласт са врхом окренутим надоле. У трупу се налазио кокпит за смештај пилота и извиђача који су седели у тандем распореду (један иза другог). 
У авион је уграђиван петоцилиндрични звездасти ваздухом хлађени мотор Р. Е. П снаге 45 kW. Између мотора и пилота налазио се резервоар за гориво.
Крила су била дрвене конструкције са две рамењаче пресвучена импрегнираним платном. Облик крила је био правоугаони а профил релативно танак. Управљање авионом се одвијало деформацијом крила. Репне површине су биле као икрила, дрвена конструкција пресвучена импрегнираним платном.
Стајни трап је био фиксан, конструкције од челичних цеви са два бициклистичка точка а испод репа се налазила еластична дрвена дрљача. Између точкова се налазила дрвена скија која је онемогућавала превртање авиона на нос приликом слетања.

## Оперативно коришћење
Авиони РЕП Тип F је чинио окосницу Турских ваздушних снага у току Првог и Другог Балкансог рата. Један турски РЕП су запленили Срби у току Првог балканског рата али је у Србији релативно мало коришћен. Француска војска је имала две ескадриле ових авиона који су одиграли пресудну улогу у прикупљању података при одвијању битке на Марни 1914. године. Авион РЕП се задржао на првој линији фронта све до марта месеца 1915. године када га у тој улози мења авион Кодрон.

## Земље које су користиле овај авион
- Француска
- Уједињено Краљевство
- Белгија
- Турска
- Русија
- Србија